# 斯卡梅尼亚县 (华盛顿州)
斯卡梅尼亞縣（英語：Skamania County）是美国华盛顿州西南部的一個縣，南隔哥倫比亞河與俄勒冈州相望，面積4,361平方公里。根據2020年美國人口普查，共有人口12,036人。縣治史蒂文森（Stevenson）。該縣成立於1854年3月9日；縣名來自奇努克語，是「湍急的水」的意思，指的是哥倫比亞河。